# ТЕЦ Хироно
ТЕЦ „Хироно“ (на японски: 広野火力発電所) е захранвана с мазут електрическа централа, разположена в Хироно, Япония.
Централата има инсталирана мощност от 3800 MW, произвеждани от три генератора по 600 MW и два по 1000 MW. Генератори 1, 2, 3 и 4 използват мазут и нефт, а 5-и генератор - въглища.